# Medicina na Roma Antiga
Galeno, um médico romano que viveu entre 129 e 200, deixou escrituras que influenciaram os estudos de anatomia e o tratamento das enfermidades até o Renascimento (século XV). Embora fosse médico dos gladiadores, Galeno estudava anatomia dissecando animais, pois nessa época não se faziam dissecações em cadáveres humanos. Muito do que via nos animais admitia como válido para os seres humanos. Por exemplo, Galeno achava que o fígado humano era formado por cinco partes (lobos), como é o fígado dos porcos. Sem fazer observações diretas, Galeno tinha explicações para o funcionamento do corpo humano que hoje não são confirmadas pelo estudo dos órgãos internos. Ele acreditava que o movimento do sangue tinha fluxo e refluxo, isto é, uma veia podia transportar o sangue ora em um sentido, ora no sentido contrário. Achava também que o sangue atravessava a parede do coração indo de um ventrículo para o outro. Além disso, ele achava que os pulmões tinham como função esfriar o corpo do excesso de calor vital produzido pelo coração. Apesar de Galeno ter sido um bom observador e de ter realizado muitos estudos experimentais, mantinha a crença em alguns dos ensinamentos de Hipócrates.
Para Galeno, a manutenção da saúde dependia do equilíbrio dos quatro humores: sangue, bile negra, bile amarela e fleuma. Cada um dos humores prevalecia em uma das estações do ano: o sangue, na primavera; a bile amarela, no verão; a bile negra, no outono; a fleuma, no inverno.